# Replit
Replit (rep-lit) anteriormente repl.it es un IDE online (Entorno de desarrollo integrado) Su nombre proviene del acrónimo REPL, que significa "bucle de lectura-evaluación-impresión". Amjad Masad, Faris Masad y Haya Odeh cofundaron la empresa en 2016.

## Características
Replit permite a los usuarios escribir código y crear aplicaciones y sitios web mediante un navegador.  El sitio también tiene varias funciones de colaboración, incluida la capacidad de edición multiusuario en tiempo real con una fuente de chat en vivo. Admite lenguajes de programación y marcado como Java , Python y HTML , lo que permite a los usuarios crear aplicaciones y sitios web, pero puede ejecutar cualquier lenguaje existente usando Nix . El sitio está integrado con GitHub , una plataforma de alojamiento de código, que proporciona una forma de importar y ejecutar proyectos desde GitHub.  Los usuarios también pueden importar proyectos desde Glitch , que brinda un servicio similar a Replit.

## Historia
Replit fue creado por los programadores Amjad Masad, Faris Masad y la diseñadora Haya Odeh en 2016.  Una vez que figuraba como cofundador junto con Masad, Max Shawabkeh dejó la empresa desde el principio. 
Antes de crear Replit, Amjad Masad trabajó en roles de ingeniería en Yahoo y Facebook , donde creó herramientas de desarrollo. También ayudó a fundar Codecademy . A Masad se le ocurrió la idea de Replit más de una década antes de su creación. 
En 2009, Masad intentó escribir implementaciones de otros lenguajes de programación en JavaScript, pero no resultó realizable. Vio grandes avances en las tecnologías web y de navegador y se inspiró en las capacidades web de Google Docs . Pensó en la idea de poder escribir código en un navegador y hacerlo fácil de compartir. Pasó dos años creando un producto de código abierto con Haya Odeh llamado "pyRepl".  Este producto le permitió compilar lenguajes en JavaScript. Este producto impulsó los tutoriales de Udacity y Codecademy. Después de convertirse en uno de los primeros empleados de Codecademy, este proyecto se pospuso hasta años más tarde, cuando él y Odeh decidieron revivir el proyecto de un entorno de programación en un navegador. 
Mientras Replit tomaba forma, Masad y Odeh querían tener "un entorno real y no algo emulado en el navegador". El enfoque se dirigió primero al mercado de la educación y luego a los desarrolladores profesionales. 
Desde marzo de 2021, "replit.com" ha sido el nombre de dominio predeterminado para el servicio web que reemplaza al antiguo "repl.it". Este cambio se atribuyó a la preferencia de Masad de que las personas pronuncien el nombre del sitio web como rep·lit en lugar de re·pu̇l.  Otro motivo citado por Masad fueron los problemas con el TLD ".it" , como las restricciones de renovación. 
Replit originalmente era solo un REPL. Sin embargo, finalmente se implementó el editor Ace , lo que también permitió la edición de programas. En 2017, Replit cambió al editor de código Monaco, el mismo editor que se usa en Visual Studio Code . Debido a problemas con el soporte móvil, el editor de código se cambió a CodeMirror entre 2021 y 2022. Esta decisión fue recibida con reacciones violentas y críticas por parte de la comunidad de Replit.
- Datos: Q60768699